# John Stefan Olsen
John Stefan Olsen (født 22. oktober 1950 i Vangede) er en dansk manuskriptforfatter.

## Filmografi

### Film
- 1991 – Krummerne (manuskript)
- 1992 – Krummerne 2 - Stakkels Krumme (manuskript)
- 1994 – Krummerne 3 - Fars gode idé (manuskript)
- 1997 – Sunes familie (manuskript)
- 1999 – Klinkevals (manuskript)
- 2000 – Hjælp! Jeg er en fisk (manuskript)
- 2006 – Krummerne - Så er det jul igen (manuskript)
- 2010 – Bob Bob Bølle Bob – Alletiders helt (manuskript)

### Tv-serier
- 1995 – Hjem til fem (manuskript)
- 1995 – Landsbyen (manuskript)
- 1996 – Krummernes Jul (manuskript)
- 1997 – Madsen og Co. (manuskript 15 afsnit)
- 1997 – Strisser på Samsø (manuskript)
- 1997 – TAXA (6 afsnit) (manuskript)
- 1999 – Skjulte spor (6 afsnit) (manuskript)
- 1999 – Madsen og Co. (6 afsnit) (manuskript)
- 2000 – Jul på Kronborg (manuskript)
- 2001 – Løjserne (manuskript)
- 1999 – Ved stillebækken - Morten Koch (26 afsnit) (manuskript)
- 2007 – 2900 Happiness (24 afsnit) (manuskript)
- 2008 – 2900 Happiness (24 afsnit) (manuskript)
- 2009 – 2900 Happiness (24 afsnit) (manuskript)